# Kleist (Adelsgeschlecht)

Stammwappen derer von Kleist

Kleist ist der Name eines alten, ursprünglich hinterpommerschen Uradelsgeschlechts, das sich über Pommern hinaus nach Brandenburg, Kurbayern, Kurköln, Böhmen, Dänemark, Schlesien, Preußen, Kurland und Schweden ausbreiten konnte. Zweige der Familie bestehen bis heute.
Bekanntester Spross der Familie ist der Dichter Heinrich von Kleist.

## Geschichte
Das Geschlecht der Kleist wurde zuerst mit Klest de Densin und dessen Bruder Prissebur im Jahre 1289 urkundlich erwähnt, als beide im Lande Belgard die Besitzübertragung von 200 Hufen Landes an das Kloster Buckow durch Pribislaw II. bezeugten. Ersterer wird als Stammvater der Familie angesehen, mit dem auch die gesicherte durchgängige Stammreihe beginnt. Das Geschlecht ist eines Stammes und Wappens mit den von Woedtke. Ein ebenfalls identisches Wappen führten die heute sämtlich erloschenen hinterpommerschen Geschlechter Bulgrin, Butzke, Kranksporn und Wusseken. Es wurde angenommen, die Familie Kleist sei wendischen Ursprungs. Eine Verbindung zu dem Ritter Conradus Clest, urkundlich erwähnt 1248–1284, und seinem Bruder Bertholdus Clest († vor 1269) beruht lediglich auf Vermutungen. Conradus Clest, herzoglich pommerscher Marschall, der einmalig in einer Urkunde aus dem Jahr 1263 als Conradi militis dicti Cleist auftrat, war Lehnsnehmer in Brandenburg und Pommern. Für seine Familie wird eine deutsche Herkunft postuliert.
Im 14. Jahrhundert teilte sich die Familie in die drei Hauptlinien  Tychow–Dubberow, Muttrin–Damen und Raddatz († 1793). 1477 erhielten die Kleist die Gesamthandbelehnung für ihre pommerschen Güter. Dieses Privileg bedeutete, dass ein Lehen beim Tod eines Lehnsmannes ohne Söhne nicht an den Lehnsherrn zurückfiel, sondern dass es an das am nächsten verwandte männliche Familienmitglied ging. Diese günstigen Rahmenbedingungen führten dazu, dass Anfang des 18. Jahrhunderts die Familie mit 190 männlichen Mitgliedern in einer Generation ihren Höchststand erreichte.
In den Kriegen von 1740 bis 1763 verlor die Familie 53 Männer. Welche Bedeutung die Familie für die preußische Armee hatte, ergibt sich auch daraus, dass sie die Familie war, die mit 30 Verleihungen die höchste Zahl der mit dem Orden Pour le Mérite Ausgezeichneten stellte.
Vom 2. Juli 1857 bis zur Revolution 1918 besaßen die Kleist das Präsentationsrecht zum Preußischen Herrenhaus, das neben ihnen lediglich 17 weiteren Familien zustand. Die gewaltigen Veränderungen in der ersten Hälfte des 20. Jahrhunderts brachten zudem für die Familie östlich der Elbe den Verlust der Heimat und von 30 Gütern.

### Präsentationsrecht zum Preußischen Herrenhaus
König Friedrich Wilhelm IV. verlieh dem Geschlecht 1857 das Präsentationsrecht zum Preußischen Herrenhaus. Die Familie war damit die elfte Familie, die dieses Recht erhielt, nachdem 1854 bereits 10 Familien das Recht erhalten hatten.
Auf Präsentation des Verbandes des Pommerschen Geschlechts von Kleist saßen im Herrenhaus:
- 1858–1892: Hans Hugo von Kleist-Retzow (1814–1892), Oberpräsident a. D.[3]
- 1892–1909: Hugo von Kleist-Retzow (1834–1909), Majoratsbesitzer[3]
- 1910–1918: Georg von Kleist (1852–1923), Fideikommissbesitzer und General der Kavallerie[4]

### Standeserhöhungen
Der nachmalige preußische Generalfeldmarschall Friedrich von Kleist (1762–1823) wurde in Paris am 3. Juni 1814 mit dem Namenszusatz von Nollendorf in Bezugnahme auf seinen Sieg bei Nollendorf in den preußischen Grafenstand gehoben. Dieser Zweig der Familie ist im Mannesstamm erloschen. Letzte Angehörige des Geschlechts war Thekla Gräfin Kleist von Nollendorf (1834–1921), verheiratet mit Wilhelm Bernhard Julius Freiherrn von Eckardstein.
Der preußische Hofjägermeister und Major, Wilhelm von Kleist (1791–1860), Neffe des letzten Grafen vom Loß, wurde dem Prinzip der Primogenitur in Berlin am 21. März 1823 als Kleist vom Loß unbeschränkt in den preußischen Grafenstand gehoben. Sein Sohn, der Erbherr auf Groß-Autz und Sirmeln in Kurland, Graf Conrad von Kleist (1839–1900), immatrikulierte sich am 4. März bei der Kurländischen Ritterschaft. Erika Gräfin Kleist vom Loß (1878–1920) wurde unter Nr. 563 am 10. September 1921 posthum in das sächsische Adelsbuch eingetragen.

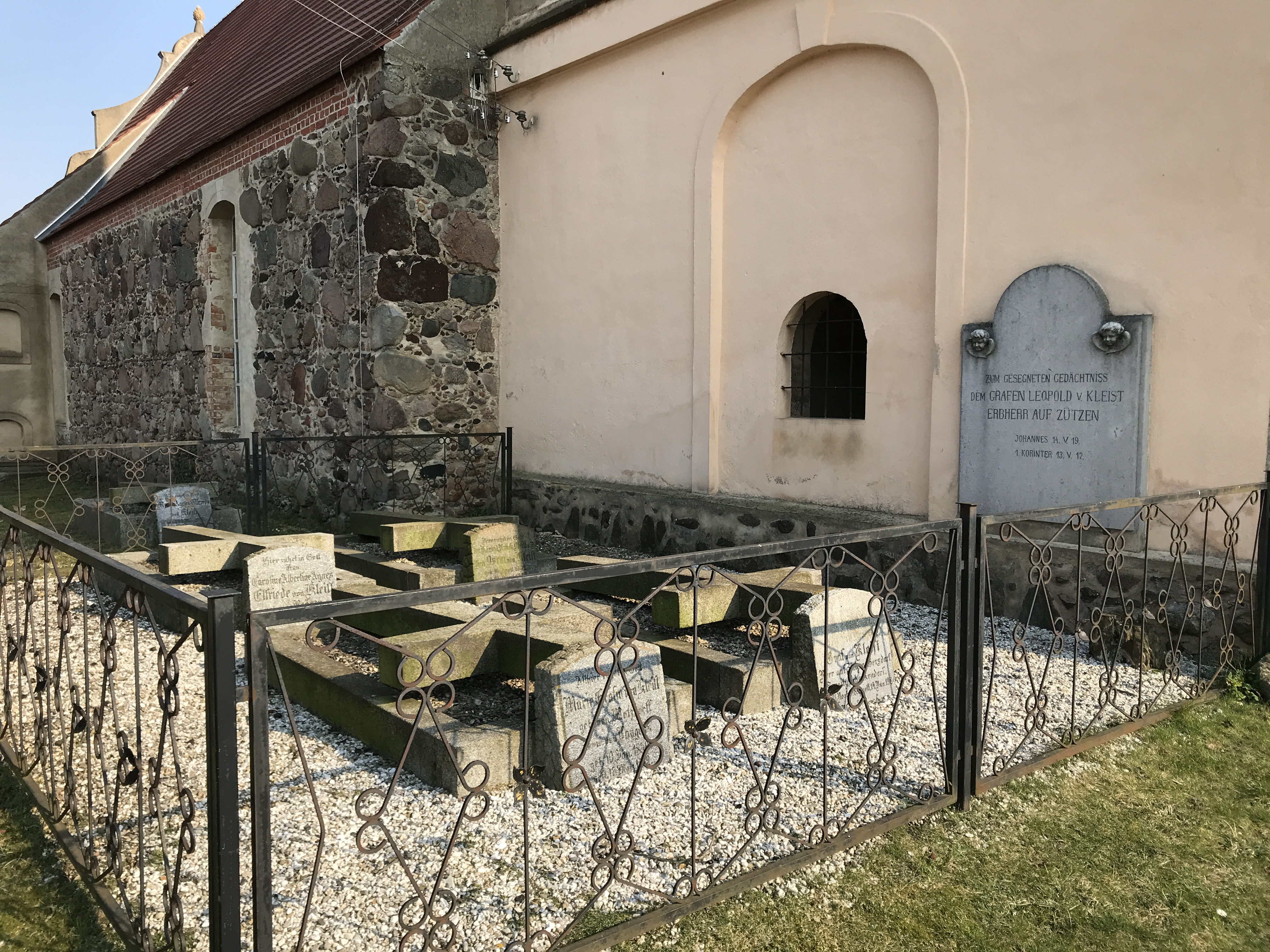
Erbbegräbnisstätte von Kleist. Dorfkirche Zützen bei Golßen.

Die Kleist aus dem Hause Zützen wurden, geknüpft an den Besitz des Fideikommiss Zützen mit (Wendisch) Gersdorf und ebenfalls dem Prinzip der Primogenitur folgend am 10. Oktober 1840 in Berlin, mit Diplom vom 1. Juni 1863 den preußischen Major a. D. Eduard von Kleist (1795–1852) in den preußischen Grafenstand gehoben. Seinem Bruder, dem preußischen Landrat des Kreises Schweinitz, Freiherr Gustav von Kleist (1801–1884) wurde die Fortführung des Freiherrntitels ad personam durch außerordentliche Kabinettsorder vom 13. September 1862 gestattet.
Nach dem Prinzip der Primogenitur und geknüpft an den Besitz von Wendisch-Tychow wurde der preußische Kammerherr und nachmalige Vice-Oberzeremonienmeister, Ewald von Kleist (1821–1892) durch außerordentliche Kabinettsorder in Berlin am 27. August 1869, mit Diplom vom 20. August 1873 in den preußischen Grafenstand gehoben.
Geknüpft am Fideikommiss Möthlow und Groß-Tychow mit Alt-Bukow erging für den preußischen Landrat und Rittmeister der Reserve a. D. Wolf Friedrich von Kleist-Retzow in Berlin am 16. Juni 1913 der preußische Grafenstand.
Der preußische Premierleutnant a. D. und Erbherr auf Tüppelsgrün in Böhmen, Heinrich Werner Eduard von Kleist aus dem Hause Redel (1797–1876) wurde in Berlin am 6. Mai 1831 in den preußischen Freiherrnstand gehoben.
Aus dem Hause Rath erhielt Freiherr Friedrich von Kleist (1770–1861) die preußische Anerkennung des Freiherrnstandes durch Ministerialreskript in Berlin am 14. September 1829. Den Brüdern Freiherr Werner von Kleist (1861–1917), preußischer Kadett, und Freiherr Ewald von Kleist (1840–1881), preußischer Geheimer Sekretär im Kriegsministerium wurde laut Heroldsamtreskript die Berechtigung zur Führung des Freiherrntitels in Berlin am 25. Juni 1877 zuerkannt. Der dritte Bruder, Freiherr Karl von Kleist (1865–1943), Oberst a. D., erhielt am 22. Juni 1929 in Berlin, durch Beschluss der Abteilung für adelsrechtliche Fragen die Genehmigung zur Aufnahme in den Gotha F (Freiherrlicher Adel), sein Freiherrntitel wurde nicht beanstandet.
Die Kleist aus dem Hause Susten immatrikulierten sich am 10. Mai 1841 bei der Kurländischen Ritterschaft. Die russische Anerkennung der Berechtigung zur Führung des Baronstitels durch Senatsukase erfolgte am 21. September 1853 und 3. April 1862. Am 30. August 1861 in Ostende erhielt der preußische Premierleutnant, Freiherr Carl Heinrich von Kleist aus dem Hause Elkesem (1801–1870) die preußische Erlaubnis zur Fortführung des Freiherrntitels durch außerordentliche Kabinettsorder.
Mit den von Bornstedt wurde in Berlin am 11. April 1803 eine preußische Namens- u. Wappenvereinigung Kleist v. Bornstedt für den preußischen Premierleutnant und Fideikommissherrn auf Hohennauen, Franz Otto von Kleist aus dem Hause Segenthin (1771–1825), vererblich auf seinen Bruder, den preußischen Stabskapitän Ludwig Karl von Kleist (1772–1854) genehmigt. Aus dieser Linie nannte sich der preußische General der Infanterie, Jakob Friedrich von Rüchel-Kleist (1778–1848) nach seinem Schwieger- und Adoptivvater, General Ernst von Rüchel (1754–1823), dessen Geschlecht ausging, seit dem 2. Januar 1810 v. Rüchel, sonst v. Kleist bzw. auch v. Rüchel-Kleist.
Am 13. Februar 1839 wurde in Berlin die Namens- und Wappenvereinigung mit den erloschenen v. Retzow als Kleist-Retzow für den Erbherrn auf Kieckow und Möthlow, Johann Georg von Kleist aus dem Hause Groß-Tychow (1771–1844), veranlasst. Am 5. Oktober 1840 wurde ihm die erbliche Würde eines Erbküchenmeisters von Hinterpommern zuteil.
Mit den von Ditfurth wurde in Berlin am 24. April 1887 eine preußische Namens- u. Wappenvereinigung v. Kleist-Ditfurth für den nachmaligen königlich preußischen Leutnant im 4. Garde-Regiment zu Fuß, Sigismund von Kleist aus dem Hause Zadtkow (1848–1911), Neffen und seit August 1886 Adoptivsohn des preußischen Generalleutnants Barthold von Ditfurth aus dem Hause Dankersen (1826–1902). Die Namens- und Wappenvereinigung wurde für denselben am 21. Oktober 1901 annulliert.
Die Kleist aus dem Hause Krummensee erhielten von der Abteilung für adelsrechtliche Fragen am 20. Juli 1935 die Genehmigung der Übernahme ihrer Stammreihe aus dem Gotha B (Briefadel) in die Reihe A (Uradel).

### Briefadlige Familien
Der preußische Oberstleutnant und Festungsbaudirektor in Königsberg und nachmalige Generalleutnant Franz Wilhelm Kleist (1806–1882), natürlicher Sohn des preußischen Ingenieur-Oberstleutnant Wilhelm Franz von Kleist aus dem Hause Krummensee (1765–1817) erhielt am 8. Oktober 1860 unter Beilegung eines leicht modifizierten väterlichen Wappens, die preußische Adelslegitimation.
Agnes Charlotte Auguste Ganske (1836–1868), natürliche und adoptierte Tochter des preußischen Kammerherrn Xaver von Kleist aus dem Hause Zützen (1798–1866), wurde in Berlin am 30. März 1863 unter Beilegung des väterlichen Namens und Wappens in den preußischen Adelsstand gehoben.

## Güter

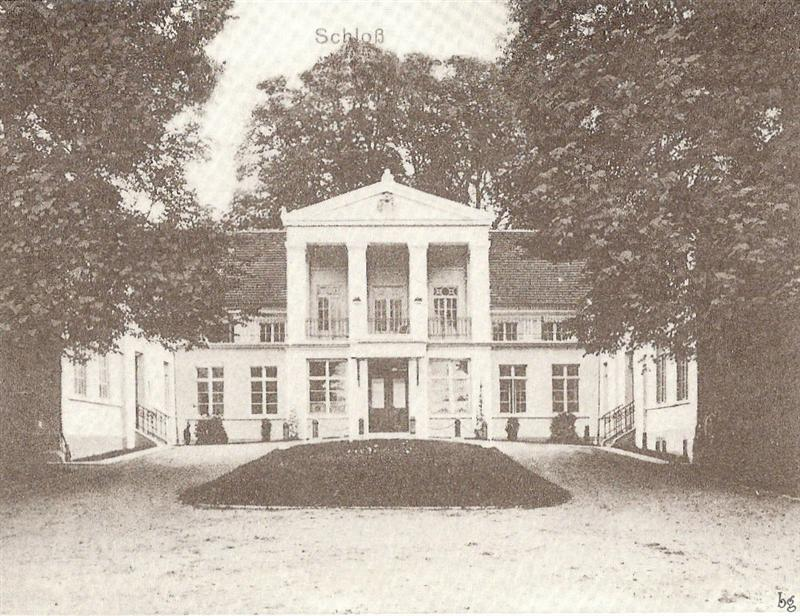
Groß Tychow (vor 1250–1945 im Besitz)
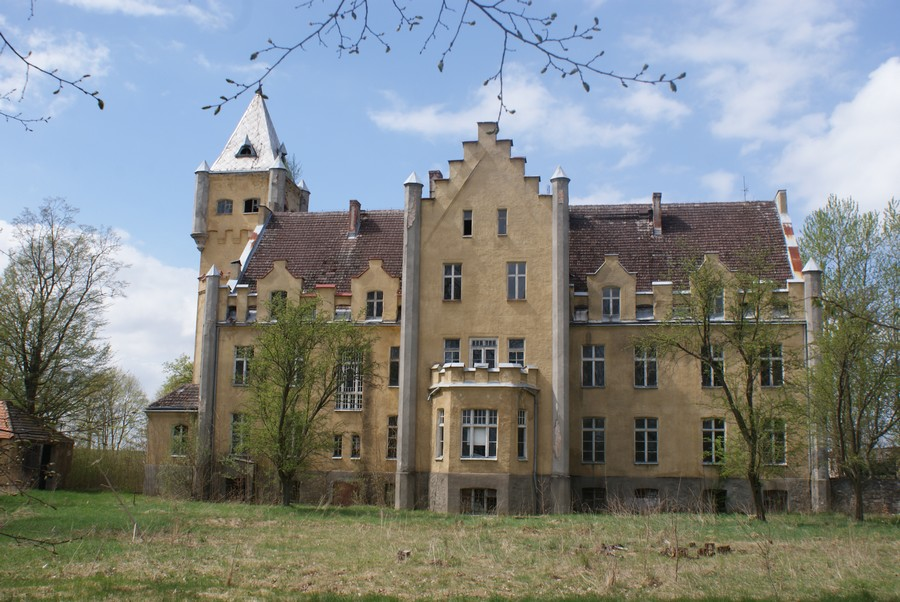
Klein Dubberow (um 1400–1945)
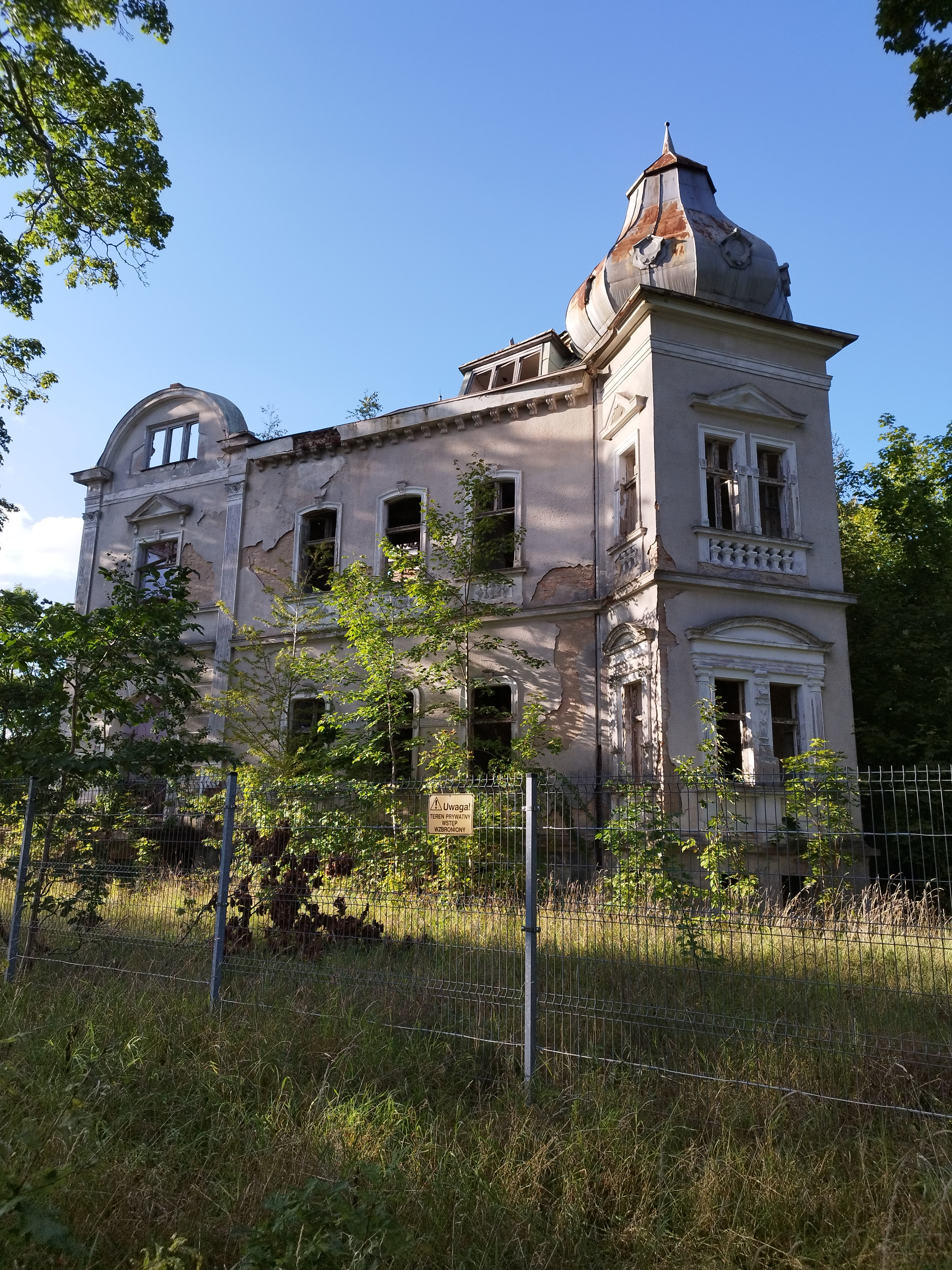
Raddatz (14. Jh.-1945)
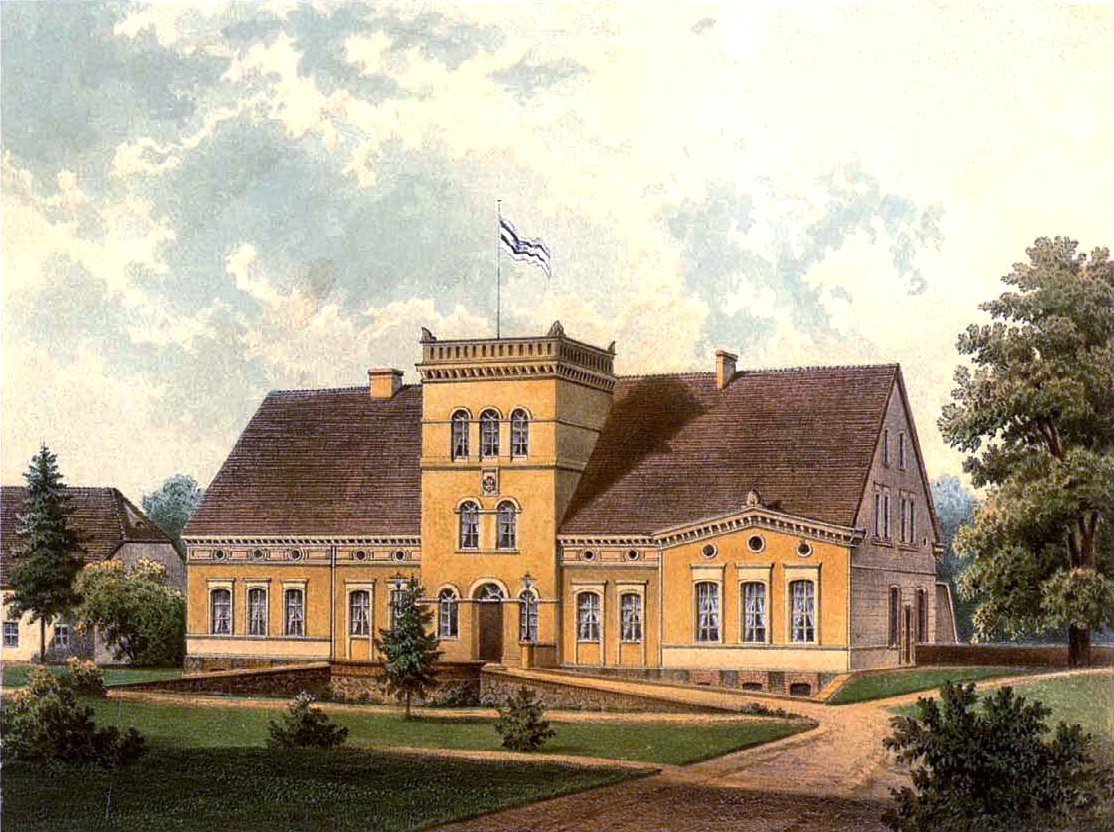
Schmenzin
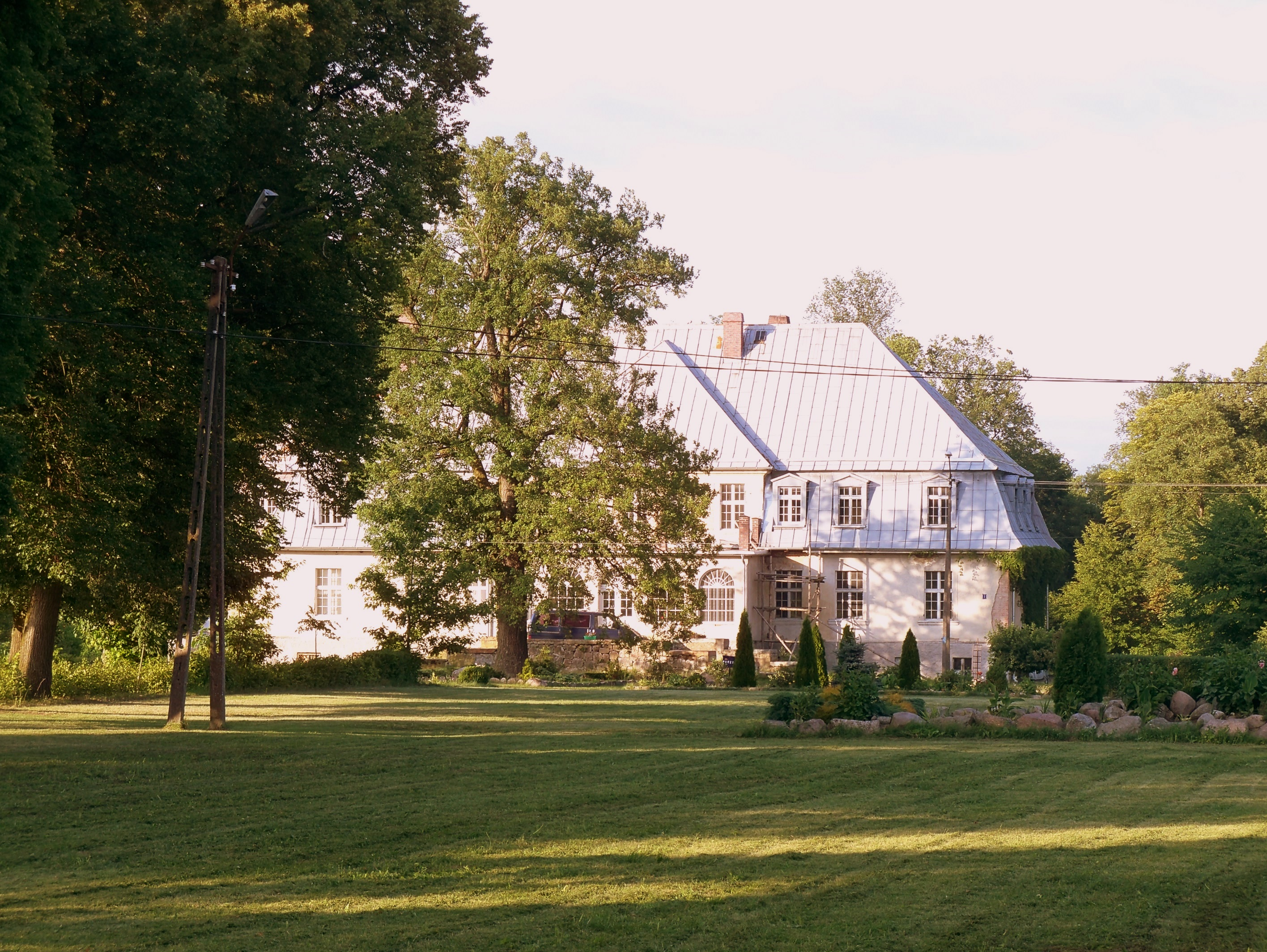
Kieckow

### Familienverband
Der Kleist’sche Familienverband wurde am 22. Juni 1857 in Stettin im Zusammenhang mit der Verleihung des Präsentationsrechts für das preußische Herrenhaus am 2. Juli 1857 gegründet. Eine der ersten Maßnahmen war die Ausschreibung einer Familiengeschichte. Von den bekannten pommerschen Historikern und Heimatforschern Gustav Kratz, Ludwig Quandt, George Adalbert von Mülverstedt sowie von Wilhelm Stettin und Georg Heinrich Kypke wurde eine umfassende Familiengeschichte erforscht, verfasst und von 1862 bis 1886 veröffentlicht.
Am 1. Oktober 1955 wurde der Familienverband restituiert, seit 1957 besteht die Rechtsform eines eingetragenen Vereins. 1980 veröffentlichte er die Fortführung der Familiengeschichte. Alle zwei Jahre werden Familientage abgehalten.
Der Familienverband hatte vor dem Zweiten Weltkrieg Unterlagen aus den damaligen Gutsarchiven der Familie gesammelt sowie eine große Fotosammlung aufgebaut und die Unterlagen im Provinzialarchiv Stettin deponiert. Diese Unterlagen sind heute nicht mehr vorhanden.
Das vom Familienverband nach 1945 neu aufgebaute Familienarchiv befindet sich im Archiv der Stadt Hamm.

## Wappen
Das Stammwappen zeigt in Silber einen von zwei flüchtigen roten Füchsen begleiteten roten Balken. Auf dem Helm mit rot-silbernen Decken drei fächerförmig auf drei (silber-rot-silber) Rosen gestürzte eiserne Knebelspieße mit goldenen Schäften.
Daneben gibt es in der Familie eine Reihe weiterer Wappen, die in der unter Weblinks aufgeführten allgemeinen Geschichte der Familie abgebildet sind.

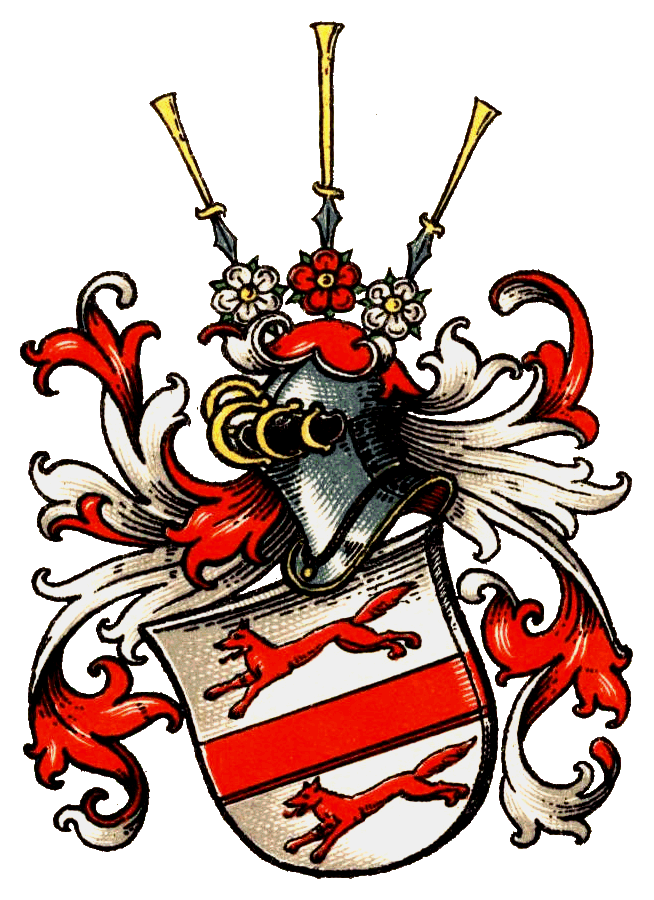
Wappen derer von Kleist im Wappenbuch des westfälischen Adels
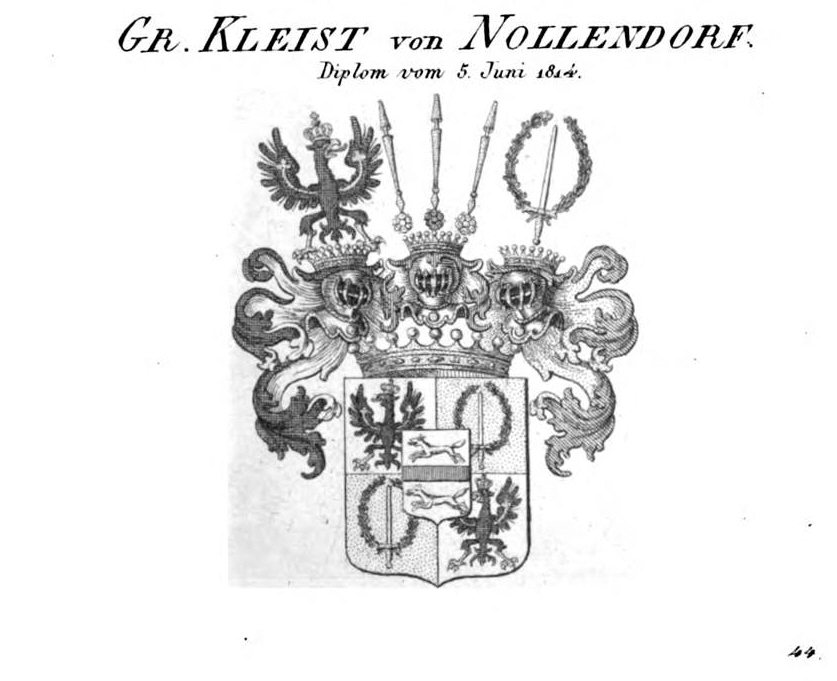
Wappen des erloschenes Zweigs der Grafen Kleist von Nollendorf

## Bekannte Familienmitglieder
- Georg Kleist (um 1435–1508), Vogt von Rügenwalde und Kanzler des pommerschen Herzogs Bogislaw X.
- Jakob von Kleist († 1547), pommerscher Gutsbesitzer und bischöflicher Rat
- Peter von Kleist († 1571), pommerscher Vasall und Gutsbesitzer
- Wilhelm von Kleist († um 1606), Landvogt von |Stolp und Schlawe
- Jakob von Kleist († um 1625), Amtshauptmann von Neustettin
- Peter Rüdiger von Kleist († 1684), pommerscher Landrat
- Ewald von Kleist (1615–1689), kurbrandenburgischer Jurist und Diplomat
- Ewald Joachim von Kleist (1657–1716), pommerscher Landrat und Diplomat in kurbrandenburgischen Diensten
- Ewald von Kleist (1667–1746), kurkölnischer Generalleutnant
- Henning Alexander von Kleist (1676/1677–1749), preußischer Generalfeldmarschall
- Andreas Joachim von Kleist (1678–1738), preußischer Oberst, 1736/38 Chef des Infanterieregiments Nr. 14
- Hans Joachim von Kleist (1685–1753), pommerscher Landrat
- Franz Ulrich von Kleist (1688–1757), preußischer Generalleutnant
- Friedrich Ludwig von Kleist (1694–1757), preußischer Generalmajor, 1756–1757 Chef des Altpreußischen Infanterieregiments No. 9
- Hans Kaspar von Kleist (1698–1745), pommerscher Edelmann und preußischer Oberstleutnant
- Ewald Georg von Kleist (1698–1768), preußischer Generalmajor und Kommandant des Forts Preußen bei Neisse
- Ewald Georg (Jürgen) von Kleist (1700–1748), deutscher Erfinder (Kleistsche Flasche)
- Werner Heinrich von Kleist (1703–1765), preußischer Generalmajor
- Georg Friedrich von Kleist (1707–1765), preußischer Generalleutnant
- Henning Alexander von Kleist (1707–1784), preußischer Generalleutnant, Gouverneur der Zitadelle Spandau und Chef des Füsilier-Regiments „Münchow“
- Karl Wilhelm von Kleist (1707–1766), preußischer Oberst und Ritter des Ordens Pour le Mérite
- Reimar von Kleist (1710–1782), preußischer Generalmajor, 1770/75 Chef des Regiments „Leib-Carabiniers“
- Primislaff Ulrich von Kleist (1711–1781), preußischer Generalmajor
- Ewald Christian von Kleist (1715–1759), preußischer Offizier und Dichter
- Georg Ernst von Kleist (1716–1785), preußischer Landrat im Herzogtum Pommern
- Clemens August von Kleist (1720–1797), kurkölner Generalleutnant
- Friedrich Wilhelm Gottfried Arnd von Kleist (1724–1767), preußischer Generalmajor, der „grüne Kleist“
- Hans Joachim von Kleist (1725–1789), preußischer Offizier und pommerscher Landrat
- Peter Christian von Kleist (1727–1777), preußischer Oberst und Ritter des Ordens Pour le Mérite
- Adolph Bogislaff von Kleist (1729–1760), preußischer Leutnant und Ritter des Ordens Pour le Mérite
- Ferdinand Caspar von Kleist (1729–1812), kurkölner Generalwachtmeister
- Wilhelm Heinrich von Kleist (1735–1806), preußischer Oberst
- Hans Reimar von Kleist (1736–1806), preußischer Generalmajor
- Franz Kasimir von Kleist (1736–1808), preußischer General der Infanterie, Militärgouverneur der Festung Magdeburg
- Otto Bogislaff von Kleist (1744–1818), preußischer Landrat
- Friedrich von Kleist (1746–1820), sächsischer Kreisdirektor
- Ludwig Franz Philipp Christian von Kleist (1748–1809), preußischer Oberst, Ritter des Ordens Pour le Mérite
- Heinrich Wilhelm Friedrich von Kleist (1751–1825), preußischer Hofgerichtspräsident
- Friedrich Wilhelm von Kleist (1752–1822), preußischer Oberst, Ritter des Ordens Pour le Mérite
- Leopold von Kleist (1752–1830), sächsischer Offizier, Ritter des Militär-St. Heinrichs-Ordens, Mitglied der Ehrenlegion
- Marie von Kleist (1761–1831), Hofdame der Königin Luise von Preußen, Vertraute von Heinrich von Kleist
- Friedrich Graf Kleist von Nollendorf (1762–1823), preußischer Generalfeldmarschall
- Friedrich Anton Ulrich Carl Leopold von Kleist (1765–1833), preußischer Generalmajor
- Franz Alexander von Kleist (1769–1797), Legationsrat und Dichter
- Friedrich Carl Gottlob von Kleist (1771–1847), preußischer Major und Ritter des Ordens Pour le Mérite
- Hans Jürgen von Kleist-Retzow (1771–1844), preußischer Politiker, Landrat und Gutsbesitzer in Pommern
- Friedrich Ludwig Heinrich von Kleist (1771–1838), preußischer Generalmajor
- Franz Otto von Kleist (1771–1825), preußischer Major und Ritter des Ordens Pour le Mérite
- Ulrike von Kleist (1774–1849), Halbschwester von Heinrich von Kleist
- Friedrich Julius von Kleist (1776–1860), deutscher Theaterschauspieler
- Heinrich von Kleist (1777–1811), deutscher Dichter und Publizist
- Jakob Friedrich von Rüchel-Kleist (1778–1848), preußischer General der Infanterie
- Carl Gottlieb von Kleist (1778–1849), dänischer Generalmajor
- Leopold Friedrich von Kleist (1780–1837), preußischer Major und Postmeister, Bruder von Heinrich von Kleist
- Wilhelm Heinrich Friedrich von Kleist (1785–1867), preußischer Generalmajor
- Louis Christoph Friedrich Heinrich von Kleist (1790–1854), russischer Offizier und Ritter des Ordens Pour le Mérite
- Efim Antonowitsch von Kleist (1794–1857), russischer Generalmajor
- Karl Ludwig von Kleist (1794–1869), kurländischer Rittergutsbesitzer und Landrat
- Ferdinand von Kleist (1797–1867), preußischer General der Infanterie
- Alexander von Kleist (1799–1859), kurländischer Landmarschall
- Karl Heinrich Freiherr von Kleist (1801–1870), Politiker, Mitglied des Preußischen Abgeordnetenhauses
- Hermann Graf Kleist von Nollendorf (1804–1870), preußischer Landrat
- Franz von Kleist (1806–1882), preußischer Generalleutnant
- Gustav Freiherr von Kleist (1801–1884), preußischer Landrat und Politiker
- Konstantin von Kleist (1812–1886), kurländischer Landmarschall
- Anton von Kleist (1812–1886), preußischer Politiker
- Fedor von Kleist (1812–1871), preußischer Generalmajor
- Hans Hugo von Kleist-Retzow (1814–1892), preußischer Oberpräsident und konservativer Politiker
- Theodor von Kleist (1815–1886), preußischer Rittergutsbesitzer und Politiker, MdH
- August von Kleist (1818–1890), preußischer Generalmajor
- Ewald Heinrich Erdmann Bogislaff von Kleist-Wendisch Tychow (1821–1892), Landwirt, preußischer Vice-Obermundschenk
- Georg Demetrius von Kleist (1822–1886), preußischer Generalmajor
- Ewald Christian Leopold von Kleist (1824–1910), preußischer Generalmajor der Infanterie
- Ewald von Kleist (1825–1877), preußischer Landrat und Reichstagsabgeordneter
- Anna von der Asseburg, geb. Freiin von Kleist, (1830–1905), Besitzerin der Herrschaft Neudek mit Tüppelsgrün
- Hermann Kleist von Nollendorf (1831–1870), preußischer Landrat in Halberstadt
- Hugo von Kleist-Retzow (1834–1909), Rittergutsbesitzer und Mitglied des Deutschen Reichstags
- Karl Wilhelm Heinrich von Kleist (1836–1917), preußischer General der Kavallerie
- Viktor Benno von Kleist (1836–1923), preußischer Generalmajor
- Konrad von Kleist-Schmenzin (1839–1900), Rittergutsbesitzer und Mitglied des Deutschen Reichstags
- Karl Ernst von Kleist (1839–1912), preußischer Generalleutnant
- Emil Viktor Albert Hugo von Kleist (1840–1896), Generalmajor
- Bernhard von Kleist (1843–1929), Politiker, Mitglied des Preußischen Abgeordnetenhauses
- Max von Kleist (1845–1923), Generalmajor
- Paul von Kleist (1846–1926), preußischer Generalleutnant
- Ewald Carl von Kleist (1846–1897), preußischer Generalmajor
- Friedrich Wilhelm von Kleist (1851–1936), Jurist, deutscher Diplomat
- Georg von Kleist (1852–1923), preußischer General der Kavallerie
- Hans von Kleist (1854–1927), preußischer Generalmajor
- Jürgen von Kleist-Retzow (1854–1897), Landrat
- Erwin von Kleist (1855–1910), preußischer Generalmajor
- Alfred von Kleist (1857–1921), preußischer Generalleutnant und Ritter des Ordens Pour le Mérite
- Friedrich von Kleist (General, 1858) (1858–1917), preußischer Generalleutnant
- Friedrich Georg Ewald von Kleist (1864–1918), preußischer Generalmajor
- Ruth von Kleist-Retzow (1867–1945), geb. Gräfin Zedlitz und Trützschler
- Wolf-Friedrich von Kleist-Retzow (1868–1933), preußischer Landrat[7]
- Leopold von Kleist (Oberst, 1872) (1872–1946), preußischer Offizier und Minister
- Paul Ludwig Ewald von Kleist (1881–1954), deutscher Generalfeldmarschall
- Ewald Graf von Kleist-Wendisch Tychow (1882–1953), Jurist und Landwirt, gewährte Dietrich Bonhoeffer in der NS-Zeit Schutz
- Adolf Friedrich Theodor von Kleist (1886–1957), deutscher Generalleutnant
- Ewald von Kleist-Schmenzin (1890–1945), Landwirt und konservativer Politiker
- Diether von Kleist (1890–1971), deutscher Offizier und Prähistoriker
- Berndt von Kleist (1896–1976), deutscher Offizier und Widerstandskämpfer
- Karl Wilhelm von Kleist (1914–1994), deutscher Brigadegeneral
- Ewald-Heinrich von Kleist-Schmenzin (1922–2013), deutscher Offizier und Widerstandskämpfer
- Sabine von Kleist (1933–2021), deutsche Ärztin und Hochschullehrerin
- Erica von Kleist (* 1982), amerikanische Jazzmusikerin